# Historis
Historis  (лат.) — род дневных бабочек подсемейства Nymphalinae семейства Нимфалиды.
Бабочки данного рода распространены в Центральной и Южной Америке.

## Виды
- Historis acheronta (Fabricius, 1775)
- Historis odius (Fabricius, 1775)[2]

- Historis acheronta
- Historis odius